# Ioamnet Quintero
Ioamnet Quintero Álvarez , kubanska atletinja, * 8. september 1972, Havana, Kuba.
Nastopila je na poletnih olimpijskih igrah v letih 1992, 1996 in 2000, leta 1992 je osvojila bronasto medaljo v skoku v višino. Na svetovnih prvenstvih je osvojila naslov prvakinje leta 1993, na panameriških igrah pa v letih 1991 in 1995.